# Việt Khang
Việt Khang (tên thật: Võ Minh Trí, sinh năm 1978 tại Tiền Giang) là một nhạc sĩ, ca sĩ và nhà bất đồng chính kiến Việt Nam.

## Sáng tác nhạc
Ngoài tên Việt Khang, nhạc sĩ còn dùng tên Minh Trí khi sáng tác nhạc. Ngoài 2 tác phẩm "Anh là ai" và "Việt Nam Tôi Đâu" có tiếng trong cộng đồng người Việt khắp thế giới, Việt Khang còn có 2 bài đã được thu âm là "Bạn Thân" được trình bày bởi Đan Trường và "Bà Má Miền Tây" được trình bày bởi Lý Hải.

## Hoạt động đối kháng
Việt Khang tham gia hội Tuổi Trẻ Yêu Nước để "tranh đấu" cho "quyền làm chủ đất nước" của người dân Việt Nam. Năm 2011, có cảm xúc trước việc nhà cầm quyền Việt Nam đàn áp những cuộc biểu tình của thanh niên học sinh chống Trung Quốc xâm lấn biển đảo của Việt Nam, anh sáng tác hai bài: "Anh là ai?" và "Việt Nam tôi đâu?", sau đó tự trình diễn rồi để lên Youtube.
Anh bị bắt vào tháng 9/2011, cầm tù một thời gian, được thả ra, rồi bị bắt lại 2 tháng sau đó vào tháng 12 năm 2011. Sau đó, nhạc sĩ Trúc Hồ qua Đài Truyền hình SBTN phát động phong trào "Triệu con tim, một tiếng nói" và vận động người dân ký thỉnh nguyện thư kêu gọi Chính phủ Hoa Kỳ can thiệp với nhà cầm quyền Việt Nam để trả tự do cho tất cả những người đấu tranh cho dân chủ. Phong trào được cộng đồng người Việt tại Mỹ hưởng ứng với hơn 150 ngàn chữ ký.
Ngày 30 tháng 10 năm 2012, nhạc sĩ bị tuyên án 4 năm tù, và 2 năm quản chế; người bạn của anh, Trần Vũ Anh Bình, bị tuyên án 6 năm và 2 năm quản chế trong cùng phiên tòa về tội "Tuyên truyền chống Nhà nước Cộng hòa xã hội chủ nghĩa Việt Nam" theo Điều 88 Bộ Luật Hình sự. Trao đổi với BBC, luật sư Trần Vũ Hải cho biết cơ sở để bên công tố buộc tội nhạc sĩ Việt Khang tội "Tuyên truyền chống Nhà nước" là gắn với hai bài hát "Việt Nam tôi đâu?" và "Anh là ai?", thêm với việc Việt Khang tham gia vào một tổ chức chống chính quyền có tên gọi "Tuổi trẻ yêu nước".
Năm 2014, anh đã được Mạng lưới Nhân quyền Việt Nam trao tặng Giải Nhân quyền Việt Nam cùng với bạn của anh, nhạc sĩ Trần Vũ Anh Bình.
Ngày 14 tháng 12 năm 2015, anh mãn án tù và được trở về nhà tại Mỹ Tho, tỉnh Tiền Giang.
Ngày 8 tháng 2 năm 2018, Việt Khang rời Việt Nam sang Hoa Kỳ, nhờ sự can thiệp của chính phủ Hoa Kỳ. Cũng trong dịp này, nhạc sĩ Trúc Hồ công bố xác nhận thêm rằng, hai bài hát "Trả lại cho dân" (sáng tác dưới tên Duy Quốc Nam) và "Con đường Việt Nam" (sáng tác dưới biệt hiệu Người Tù Lương Tâm) là do Việt Khang sáng tác. Sở dĩ có tên hai tác giả này là vì khi ở trong tù, Việt Khang gửi bản nhạc ra bên ngoài cho Trúc Hồ, họ đã giữ kín thông tin về tên tác giả để bảo đảm an toàn cho Việt Khang.